# Grannen-Tanne
Die Grannen-Tanne (Abies bracteata), auch Santa-Lucia-Tanne genannt, ist eine Pflanzenart aus der Gattung der Tannen (Abies) in der Familie der Kieferngewächse (Pinaceae). Sie wächst nur im Santa-Lucia-Gebirge an der Küste Kaliforniens.

## Beschreibung

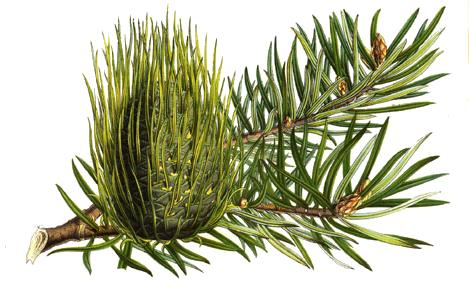
Illustration eines Zweiges mit Nadeln und einem Zapfen

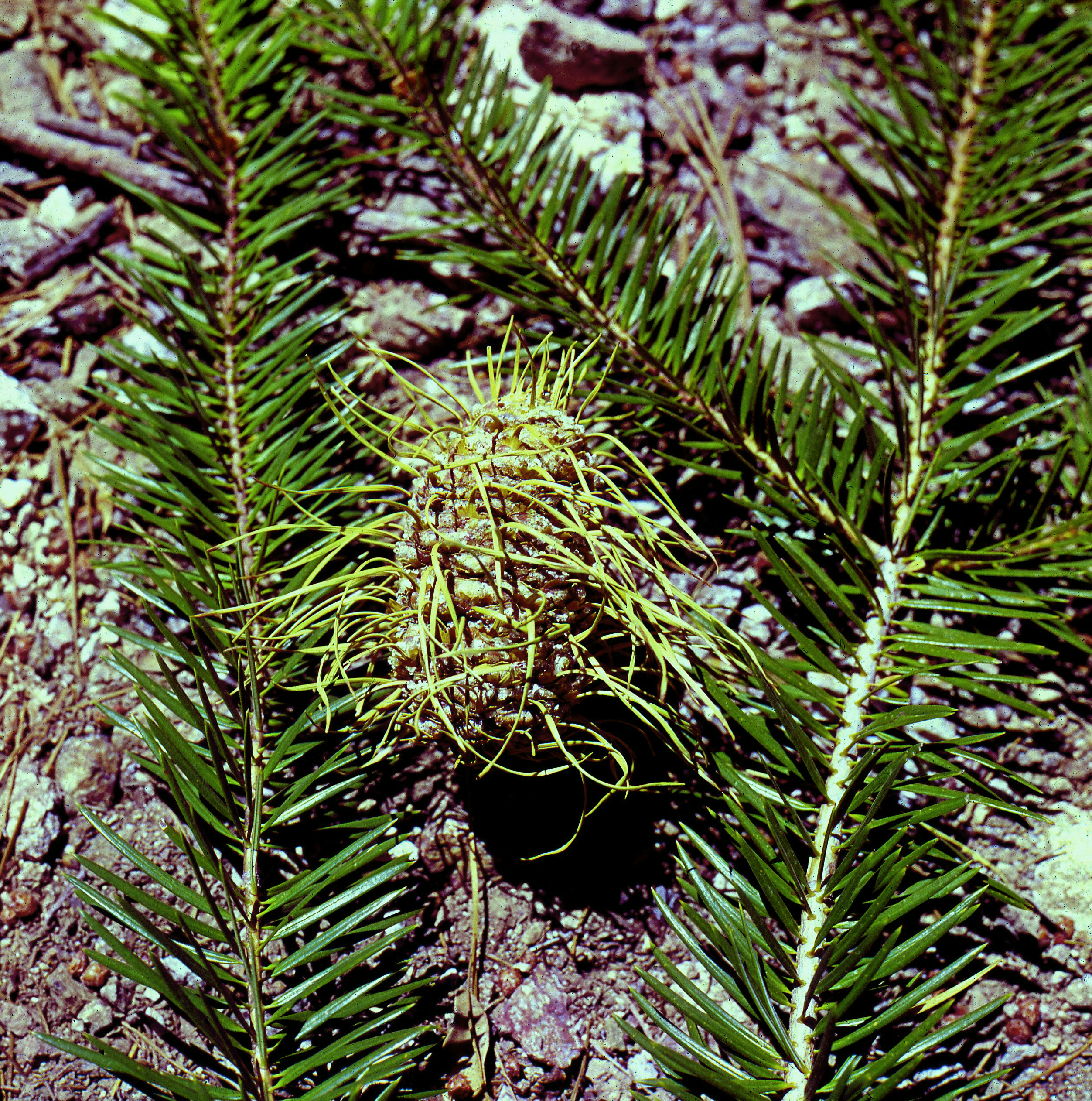
Grannen-Tanne (Abies bracteata) mit Zapfen

### Vegetative Merkmale
Die Grannen-Tanne ist ein immergrüner Baum, der Wuchshöhen von 12 bis 30, selten bis 50, Meter und Brusthöhendurchmesser von bis zu 1 Meter erreichen kann. Die spitze Krone wird von kurzen, leicht herab hängenden Ästen gebildet die waagerecht vom Stamm abgehen. Die Rinde der Zweige ist meist glatt, kann aber auch eine leichte Behaarung aufweisen und ihre Farbe kann zwischen glänzend rotbraun, einem violetten grün oder einem einfachen braun variieren. Jungbäume besitzen eine glatte, dünne, hell rotbraun gefärbte Rinde. Bei älteren Bäumen reißt diese Rinde auf und es entsteht eine Schuppenborke. Die Sämlinge bilden etwa sieben Keimblätter (Kotyledonen) aus.
Die mit einer Größe von 10 bis 20 Zentimeter ei- bis spindelförmigen Knospen sind gelblich braun gefärbt, spitz zulaufend und harzfrei. Die Nadeln stehen zweireihig oder spiralig angeordnet an den Zweigen und verbreiten einen stechenden Geruch. Die an ihrer Basis verdrehten, steifen und spitzen Nadeln sind zwischen 2,5 und 6 Zentimeter lang und 2,5 bis 3 Millimeter breit. Die Nadeloberseite ist dunkelgrün gefärbt. An der Nadelunterseite befinden sich zwei weiße Stomatabänder welche jede acht bis zehn Stomatareihen aufweist.

### Generative Merkmale
Die Grannen-Tanne ist einhäusig-getrenntgeschlechtig (monözisch). Die Blütezeit liegt Anfang Mai. Die blass gelblichen bis gelb-grünlichen weiblichen Blütenzapfen werden 5 bis 7 Zentimeter lang und 2 bis 3 Zentimeter dick. Die eiförmigen, gestielten Zapfen sind bei einer Länge von 6 bis 14 Zentimeter und einem Durchmesser von 4 bis 5,5 Zentimeter eiförmig. Zur Reife Ende August bis Oktober sind sie violett-braun bis purpur-braun gefärbt. Die glänzend rotbraunen Samen sind rund 5 Millimeter lang und besitzen einen 8 bis 11 Millimeter langen Flügel.

## Verbreitung und Standort

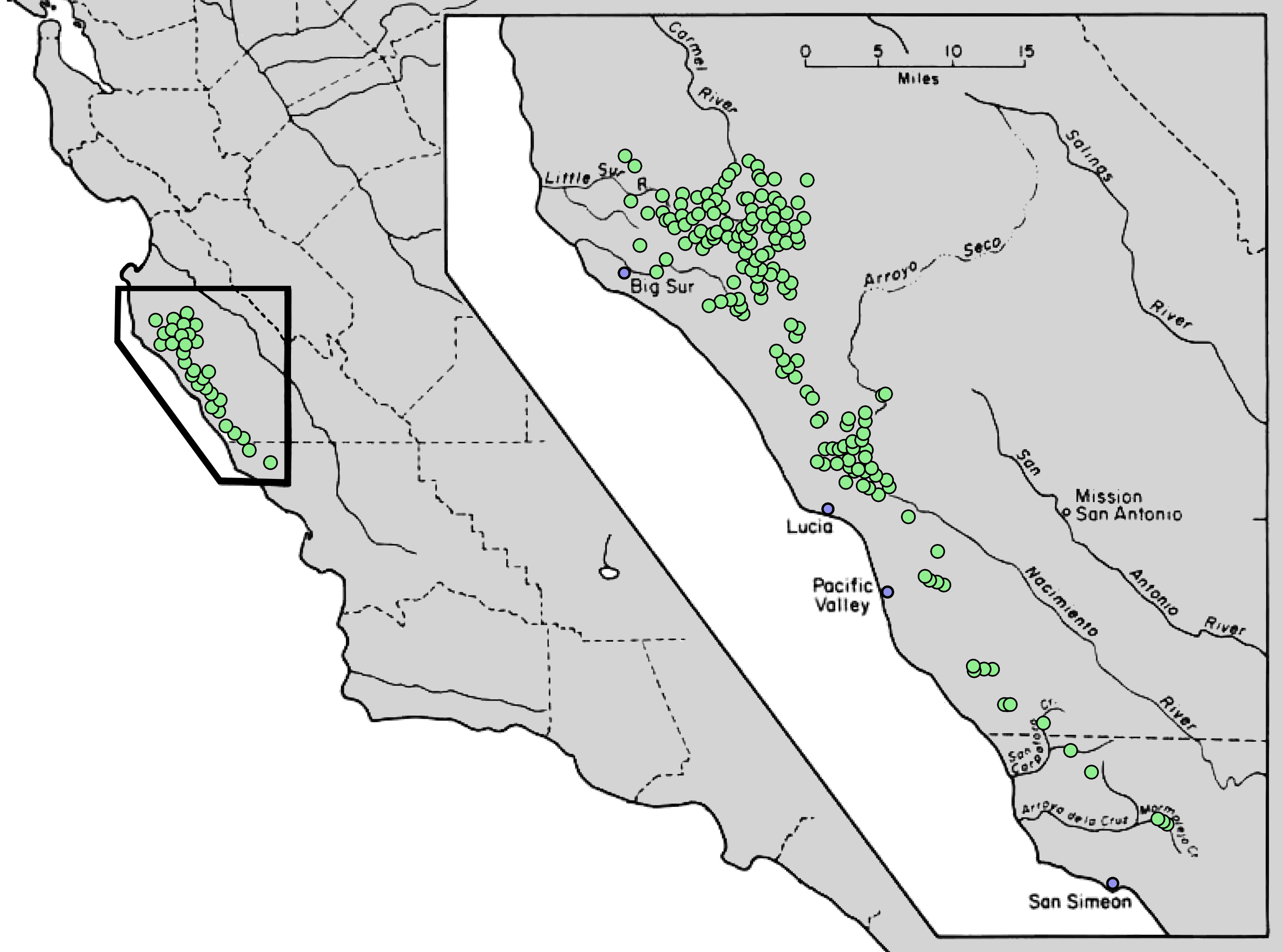
Karte des Verbreitungsgebietes

Die Grannen-Tanne kommt nur an einem küstennahen Streifen im Santa-Lucia-Gebirge in Kalifornien vor. Dieser Küstenstreifen befindet sich im Los Padres National Forest. Man findet Abies bracteata in Höhenlagen von 180 bis 1570 Metern.

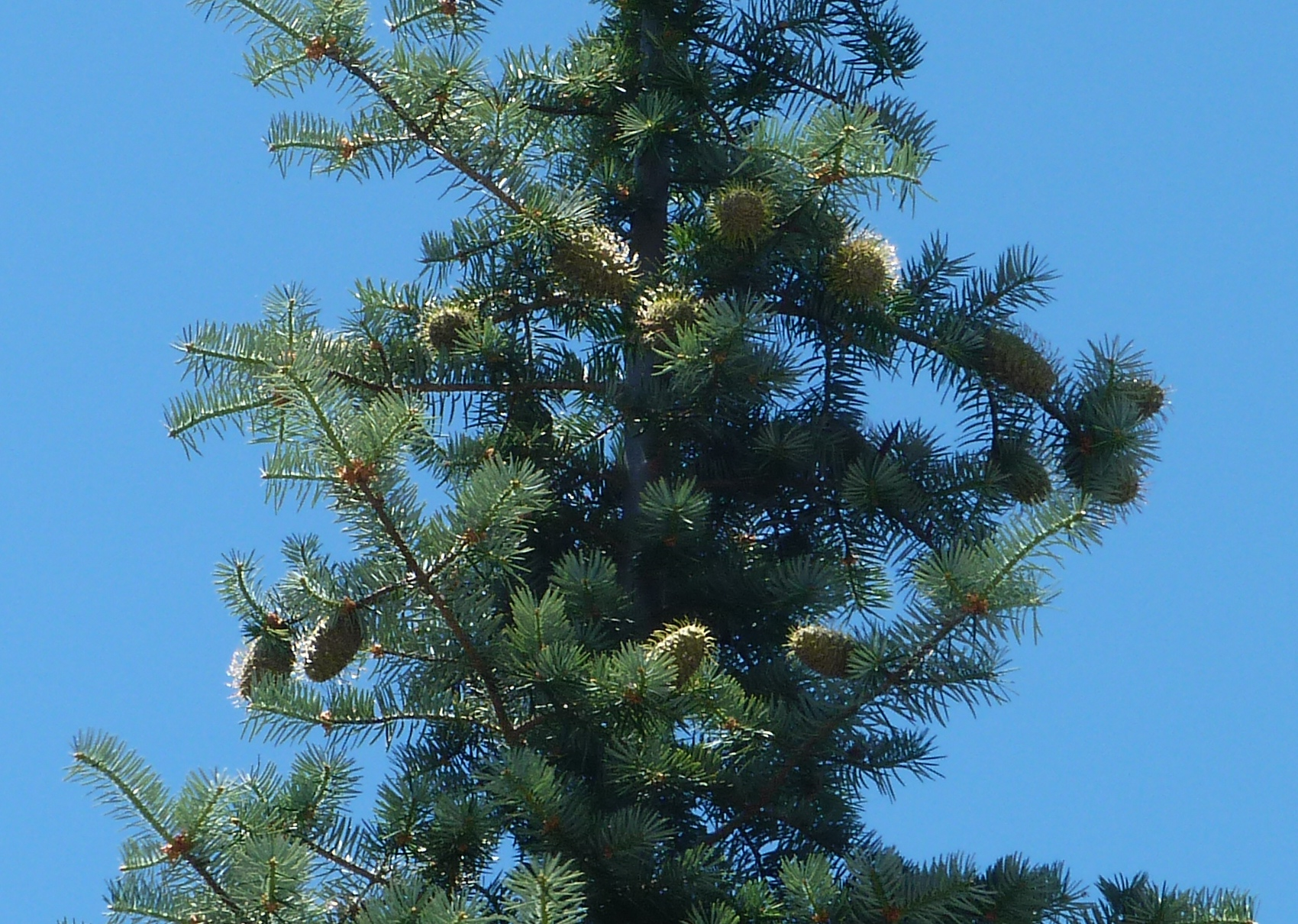
Grannen-Tanne (Abies bracteata) in Kalifornien

Abies bracteata ist eine Baumart des Mittelmeerklimas. Je nach Standort liegen die Jahresniederschläge zwischen 500 und 1300 mm. Man findet die Art sowohl in feuchten Schluchten als auch auf felsigen Hängen.
Es werden häufig Mischbestände mit der Coulter-Kiefer (Pinus coulteri), der Gelb-Kiefer (Pinus ponderosa), der Douglasie (Pseudotsuga menziesii) sowie mit Quercus chrysolepis gebildet.

## Nutzung
Früher wurde das wohlriechende Harz als Weihrauchersatz genutzt.

## Systematik
Die Erstbeschreibung dieser Art erfolgte 1836 unter dem Namen Pinus bracteata durch David Don in Transactions of the Linnean Society of London, Band 17, S. 443. Pierre Antoine Poiteau stellte sie 1845 in Revue Horticole …, sér. 2, Band 4, S. 7 unter dem Namen Abies bracteata in die Gattung Abies. Die Grannen-Tanne wird innerhalb der Gattung der Tannen (Abies) als einzige Art der Sektion Bracteatae zugeordnet.
Synonyme für Abies bracteata (D.Don) Poit. sind: Abies venusta Sarg., Abies venusta (Douglas) K.Koch, Pinus bracteata (D.Don), Pinus venusta Douglas, Abies religiosa sensu Hook. & Arn., Sequoia gigantea Endl. non (Lindl.) Decne. und Picea bracteata (D.Don) Loud.

## Gefährdung und Schutz
Die Grannen-Tanne wird in der Roten Liste der IUCN als „gering gefährdet“ eingestuft. Die IUCN weist darauf hin, dass ein Schutz von Abies bracteata empfohlen wird und dass eine erneute Überprüfung der Gefährdung nötig ist. Als Grund für die niedrige Einstufung wird genannt, dass das Verbreitungsgebiet der Art größer ist als ursprünglich angenommen.